# Grallaire à lunettes
Hylopezus perspicillatus
Espèce
Répartition géographique
Statut de conservation UICN

 LC  : Préoccupation mineure
La Grallaire à lunettes (Hylopezus perspicillatus) est une espèce d'oiseaux de la famille des Grallariidae.

## Description
L'adulte mesure environ 12 cm pour un poids de 39 g.

## Répartition et habitat
Son aire s'étend notamment à travers l'Amérique centrale et le Tumbes-Chocó-Magdalena. Son habitat naturel est subtropical ou des forêts tropicales humides[réf. nécessaire].

## Liste des sous-espèces
Selon la classification de référence du Congrès ornithologique international (version 15.1, 2025) :
- H. p. intermedius (Ridgway, 1884) — de l'est du Honduras à l'ouest du Panama ;
- H. p. lizanoi (Cherrie, 1891) — ouest du Costa Rica et du Panama ;
- H. p. perspicillatus (Lawrence, 1861) — El Choco (nord) ;
- H. p. periophthalmicus (Salvadori & Festa, 1898) — El Chocó ;
- H. p. pallidior Todd, 1919 — Magdalena.